# Luigi Ricci (Fotograf)
Luigi Ricci (* 1823 in Ravenna; † 1896 ebendort) war ein italienischer Maler, Bühnenbildner und Fotograf. Er gilt als „der größte Fotograf aus Ravenna im 19. Jahrhundert“ und ist der Autor einer akribischen fotografischen Dokumentation antiker Monumente und Mosaike.

## Leben
Zwischen 1846 und 1850 besuchte er die Accademia di Belle Arti di Bologna unter der Leitung des Grafen Bentivoglio. Ab 1851 arbeitete er als Maler und Szenograf für die Theater in der Romagna, in Venetien und in den nördlichen Marken. Er war auch als Bühnenbildner für die Inszenierung mehrerer Opern tätig.
Ab Ende der 1850er Jahre begann er als Fotograf zu arbeiten. Zu Riccis ersten Arbeiten gehören die Fotografien, die 1865 anlässlich der Feierlichkeiten zum 600. Geburtstag von Dante Alighieri aufgenommen wurden, und wahrscheinlich auch die Fotografien, die anlässlich der Zeremonie zum Empfang von Papst Pius IX. bei seinem Besuch auf dem Gebiet der Gesandtschaft im Jahr 1857 entstanden. Ricci, der sich des Potenzials des neuen Mediums bewusst war, hat schon früh das kulturelle Erbe zum Gegenstand seiner Produktion gemacht. Um 1865 eröffnete er ein Fotoatelier, das ab 1869 einen reichhaltigen Katalog mit Fotografien von Denkmälern in Ravenna und Umgebung herausgab. Die dritte Ausgabe des Katalogs von 1882 kann mit der bedeutendsten Fotokampagne von Ricci in Verbindung gebracht werden, die um 1880 stattfand.
Er unterhielt eine brüderliche Freundschaft mit Odoardo Gardella, der sich um die Ausbildung des jungen Corrado kümmerte.

### Dokumentation
Nach Riccis Tod wurde das Fotolabor zunächst von seiner Witwe weitergeführt und später verkauft. Zu Beginn der 1930er Jahre, als das Labor endgültig geschlossen wurde, stellte die Sammlung der von Luigi angefertigten Fotoplatten ein dokumentarisches Erbe von großer Bedeutung dar, da sie ein seltenes Zeugnis des Zustands der Denkmäler von Ravenna vor Beginn der großen Restaurierungskampagne war, die 1897 von der Soprintendenza ai Monumenti (Denkmalschutzbehörde) gestartet wurde. Corrado Ricci setzte sich dafür ein, dass es von der Gemeinde Ravenna erworben werden konnte, die jedoch kein Interesse zeigte. Nach Corrados Tod verlor sich jede Spur der Sammlung und erst in den 1970er Jahren wurde sie aufgespürt und von der Soprintendenza di Ravenna, damals unter der Leitung von Gino Pavan, erworben.
Viele Positive von Luigi Riccis Fotografien befinden sich auch im Corrado-Ricci-Fotosammlung, die in der Biblioteca Classense  in Ravenna aufbewahrt wird.
Die Fotografien von Luigi Ricci unterscheiden sich von denen zeitgenössischer Fachleute durch das Vorhandensein einer Nummer in der linken unteren Ecke (ein Hinweis auf die Nummer, die das Foto im Katalog der Werkstatt hatte). Seine Fotografien wurden auch häufig für die Herstellung von Postkarten verwendet.